# Alexandru Antoniuc
Alexandru Antoniuc (ur. 23 maja 1989 w Kiszyniowie, Mołdawska SRR) – mołdawski piłkarz, grający na pozycji napastnika, reprezentant Mołdawii.

## Kariera piłkarska

### Kariera klubowa
Wychowanek Zimbru Kiszyniów, w którym w 2008 rozpoczął karierę sportową. W sierpniu 2010 wyjechał za granicę i został piłkarzem rosyjskiego Rubinu Kazań. W lutym 2012 został wypożyczony do klubu KAMAZ Nabierieżnyje Czełny. 30 sierpnia 2013 powrócił do Zimbru, gdzie grał na zasadach wypożyczenia do zakończenia sezonu. 26 lipca 2013 podpisał kontrakt z Verisem Drăgănești.

### Kariera reprezentacyjna
29 maja 2010 zadebiutował w narodowej reprezentacji Mołdawii w meczu towarzyskim ze Zjednoczonymi Emiratami Arabskimi. Łącznie rozegrał 14 meczów, strzelił 6 goli. Wcześniej bronił barw młodzieżowej reprezentacji.